# Sonsoles Trinidad Aboín Aboín
Sonsoles Trinidad Aboín Aboín (Valladolid, 2 de febrer de 1946) és una política i ramadera de bous braus espanyola, diputata a l'Assemblea de Madrid pel Partit Popular (PP) des de 1995.

## Biografia
Nascuda el 2 de febrer de 1946 a Valladolid, va contreure matrimoni amb el matador de toros Andrés Hernando a l'església de Nostra Senyora de l'Assumpció de Torrelodones el 1969. Ramadera de bous i empresària taurina, els seus caps de bestiar pasturen a la finca «Peñatella» del municipi avilès de Marlín.
Candidata número 51 de la llista del Partit Popular (PP) per a les eleccions a l'Assemblea de Madrid de 1995 encapçalada per Alberto Ruiz-Gallardón, va resultar escollida diputada per la quarta legislatura del Parlament regional. Va renovar l'acta de diputada per a la cinquena, sisena, setena, vuitena, novena i desena legislatures de l'Assemblea en les eleccions de 1999, maig i octubre de 2003, 2007, 2011 i 2015.
És presidenta del PP al districte madrileny de Ciudad Lineal.